# Кратко Бернард Михайлович
Берна́рд (Аро́н-Бер Шимо́н) Миха́йлович Кратко́ (29 січня 1884, Варшава — 1 серпня 1960, Київ) — український радянський скульптор і педагог. Чоловік скульпторки Жозефіни Діндо з 1926 року.

## Біографія
Народився 17 [29] січня 1884 року у місті Варшаві (нині Польща) у бідній єврейській сім'ї (був сьомою дитиною з десяти). 1896 року став учнем у літографській майстерні; водночас відвідував вечірню рисувальну школу при Художньо-промисловому музеї. Протягом 1901—1906 років навчався на скульптурному відділенні у Варшавській вищій школі образотворчих мистецтв, був учнем професора Ксаверія Дуніковського. За дипломну роботу, композицію «Той, хто крокує», був нагороджений закордонною поїздкою і упродовж 1906—1908 років подорожував по Німеччині, Італії, Єгипту і Палестині.
Після подорожі пів року вивчав монументальну скульптуру у Берліні у професора Ігнатіуса Ташнера. З 1910 року, після повернення до Варшави, виконував замовлення для видавництва та скульптурні портрети; брав участь у виставках. Створив серію ілюстрацій до творів Іцкоха Переца. Потім працював графіком на Варшавському скульптурному заводі. У 1910—1911 роках мандрував Польщею у пошуках зразків єврейського народного мистецтва і старовинного одягу. У цей період створив для Варшави скульптуру-фонтан «Чотири пори року».
В 1916 році переїхав до Петрограда, де працював на фабриці художнього лиття. Тут він зблизився з членами творчого об'єднання «Світ мистецтва», брав участь у виставках «Товариства заохочення мистецтв».

Погруддя на могилі.

У 1918 році направлений до Києва для роботи інструктором при Народному комісаріаті просвіти. З 1920 по 1925 рік жив у Харкові, де працював у галузі освіти — організував виробничо-навчальну школу, був директором середньої художньої школи, професором скульптури Харківського художнього технікуму. У 1925—1934 роках викладав скульптуру у Київському художньому інституті, а, після реорганізації інституту у Всеукраїнський художній інститут, у 1934—1936 роках обіймав посаду директора. Вступив до Асоціації революційного мистецтва України та зблизився з Михайлом Бойчуком.
7 грудня 1937 року заарештований енкавеесниками і за звинуваченням у зв'язках з «ворогом народу» Михайлом Бойчуком засуджений до заслання на невизначений термін до Середньої Азії. У місті Чарджоу Туркменської РСР, де відбував заслання, працював штукатуром на будівництві, організував для робітничої молоді студію рисунка й живопису, налагодив виготовлення малої скульптури для місцевих потреб. У 1945 році знову повернувся до Києва, у 1948 році переїхав на Донбас.
1953 року, після смерті Йосипа Сталіна, переїхав до Києва, працював у навчально-виробничих майстернях при Київському художньому інституті. Домігся від влади своєї повної реабілітації, яка була оголошена постановою Управління внутрішніх справ Київського облвиконкому від 2 квітня 1960 року. Помер у Києві 1 серпня 1960 року. Похований на Лук'янівському цвинтарі (ділянка № 25, ряд 1, місце 26), поряд з його дружиною. Надгробок — бронзове погруддя Бернарда Кратка роботи Жозефіни Діндо з написом: «Скульпторы Жозефина Константиновна Диндо, 1902—1953; Бернард Михайлович Кратко, 1884—1960».

## Учні
- Бульдин Кость Петрович;
- Волькензон Олександр Йосипович;
- Гаврилюк Юхим Семенович;
- Гайчук-Раздорська Таїсія Іванівна;
- Гевеке Павло Павлович;
- Гергін Тетяна Григорівна;
- Гріншпун Мойсей Гершкович;
- Давид Марія Олександрівна;
- Дараган Андрій Іванович;
- Діндо Жозефіна Костянтинівна;
- Івковська Людмила Семенівна;
- Ковальов Олександр Олександрович;
- Морозова Ганна Никифорівна;
- Орендовська Лідія Василівна;
- Петрашевич Галина Львівна;
- Пивоваров Григорій Леонтійович;
- Писаренко Анастасія Митрофанівна;
- Ражба Яків Самійлович;
- Федченко Василь Харлампійович;
- Фрідкін Борис Маркович;
- Футерман Арон Якович.

## Творчість
Працював у галузях станкової і монументальної скульптури, створював погруддя, портрети, композиції, пам'ятники. Серед робіт:
- погруддя: «Червоноармієць» (1919, Національний художній музей України[4]; 1924), Тараса Шевченка (1919, гіпс, Київ[a]; 1921, гіпс, Харків[6]), Карла Маркса (1920, не збережено), Григорія Сковороди (1923);
- композиції: «Біженці» (1920-ті)[b], «Коваль» (1925), «Шахтарі» (1946);
- портрети: «Василь Седляр» (1920-ті), «Марія Заньковецька» (1928), «Павло Волокидін» (1934, Національний художній музей України[4]), «Михайло Бойчук» (1934), «Петро Столярський» (1936), «Володимир Дранишников»;
- меморіальна дошка з барельєфом страчених декабристів у Києві на вулиці Михайла Грушевського, № 14 (1925)[5];
- серія горельєфів та барельєфів для Палацу Культури у Щербинівці на Донеччині (1932—1935)[1];
- пам'ятники: Якову Свердлову у Єнакієвому (1951), Володимиру Леніну на шахті імені Челюскінців у Сталіно (1953), Жозефіні Діндо (1955), Миколі Щорсу в Житомирі[5] (у співавторстві з Петром Ульяновим та Максом Гельманом).

Разом із дружиною прикрасив портал будинку Селянського санаторію в Одесі.
Брав участь у конкурсах на проєкт пам'ятника Тарасові Шевченкові на його могилі в Каневі (1926, 1933).

## Виноски
1. ↑  Було встановлене на місці пам'ятника Олександру II, біля колишнього Купецького саду (тепер Національна філармонія України)[5]; знищене денікінцями[4].
2. ↑  Перша премія Товариства заохочення мистецтв.